# فوتو آندونی
فوتو آندونی (آلبانیایی: Foto Andoni؛ زادهٔ ۷ ژانویهٔ ۱۹۴۶) بازیکن فوتبال اهل آلبانی بود.
از باشگاه‌هایی که در آن بازی کرده‌است می‌توان به باشگاه فوتبال پارتیزانی تیرانا اشاره کرد.
وی همچنین در تیم ملی فوتبال آلبانی بازی کرده‌است.